# Mandeisme
El mandeisme (mandeu clàssic: ࡌࡀࡍࡃࡀࡉࡉࡀ, mandaiia; àrab: مَنْدَائِيَّة, mandāʾiyya), també conegut com a sabeisme (àrab: صَابِئِيَّة, ṣābiʾiyya) és una religió gnòstica, monoteista i ètnica amb influències gregues, iranianes i jueves.:1 Els seus seguidors reverencien Adam, Abel, Set, Enoix, Noè, Sem, Aram i sobretot Joan el Baptista. Els mandeus parlen una llengua aramea oriental coneguda com a mandeu. Es considera que el nom «mandeu» prové de la paraula aramea manda, ‘coneixement’. A l'Orient Mitjà, però fora de les seves comunitats, els mandeus són sovint coneguts pel terme àrab صُبَّة, ṣubba, ‘sabeus’. El terme ṣubba deriva de l'arrel aramea per a baptisme, que en neo-mandeu és ṣabi. A l'Alcorà, els sabeus (àrab: الصَّابِئُون, aṣ-ṣābiʾūn) són mencionats tres cops, juntament amb els jueus i els cristians. A vegades, els mandeus són anomenats «natzarens» o «cristians de sant Joan».
Segons Jorunn J. Buckley i altres estudiosos especialitzats en el mandeisme, els mandeus apareixen fa dos mil anys a la regió de Palestina i es van traslladar cap a l'est a causa de les persecucions. Altres autors els atribueixen un origen a la Mesopotàmia sud-occidental. Finalment, alguns estudiosos opinen que el mandeisme és més antic, d'època precristiana. Els mandeus afirmen que la seva religió és anterior al judaisme, el cristianisme i l'islam com a fe monoteista. Els mandeus creuen que descendeixen directament de Sem, el fill de Noè, i dels primers deixebles de Joan el Baptista.
La religió mandea ha estat practicada sobretot a la part baixa de les valls del Karun, l'Eufrates i el Tigris i a la regió del Xatt-al-Arab, al sud de l'Iraq i a la província del Khuzestan, a l'Iran. Es creu que hi ha entre 60.000 i 70.000 mandeus al món. Fins a la Guerra de l'Iraq, la majoria vivien a l'Iraq. Molts mandeus iraquians han abandonat el seu país a causa del caos provocat per la invasió de l'Iraq de 2003 i la posterior ocupació militar estatunidenca, així com pel conseqüent augment de la violència sectària per part d'extremistes. El 2007, la població de mandeus a l'Iraq havia disminuït a unes 5.000 persones.
Els mandeus han viscut sempre aïllats i gelosos de la seva privacitat. Les notícies sobre ells i la seva religió han vingut principalment de l'exterior, especialment de Julius Heinrich Petermann, un orientalista, de Nicolas Siouffi, un cristià siríac que fou vicecònsol francès a Mossul el 1887, i de l'antropòloga cultural britànica E. S. Drower. Existeix una primera notícia del viatger francès Jean-Baptiste Tavernier, escrita als anys 1650, però és plena de prejudicis.

## Etimologia
El terme mandeu o mandeisme prové del mandeu clàssic mandaiia, que ha donat el terme neo-mandeu mandeyānā. A partir dels cognats en altres dialectes arameus, semitòlegs com Mark Lidzbarski o Rudolf Macuch han traduït el terme manda, del quel derivaria mandaiia, com ‘coneixement’ (cf. arameu: מַנְדַּע, mandaʻ, a Dn 2:21, Dn 4:31, Dn 4:33, Dn 5:12; cf. hebreu: מַדַּע, maddaʻ‎, amb la característica assimilació de /n/ a la consonant posterior, -nd- medial esdevé -dd-). Aquesta etimologia suggereix que els mandeus podrien ser l'única secta supervivent de l'Antiguitat tardana que s'hauria identificat a ella mateixa com a gnòstica.
Altres investigadors, com Jorunn J. Buckley, fan derivar el terme mandaiia (mandeu clàssic: ࡌࡀࡍࡃࡀࡉࡉࡀ) de Mandā d-Heyyi (mandeu clàssic: ࡌࡀࡍࡃࡀ ࡖࡄࡉࡉࡀ), ‘Coneixement de Vida’, en referència a Hayyi Rabbi (mandeu clàssic: ࡄࡉࡉࡀ ࡓࡁࡉࡀ. ‘la Gran Vida’ o ‘el Gran Déu Vivent’) o de la paraula Beth Manda, que és l'edifici de culte en què es desenvolupen moltes de les cerimònies mandees, com ara el baptisme, que és un sagrament central a la vida religiosa mandea.

## Història

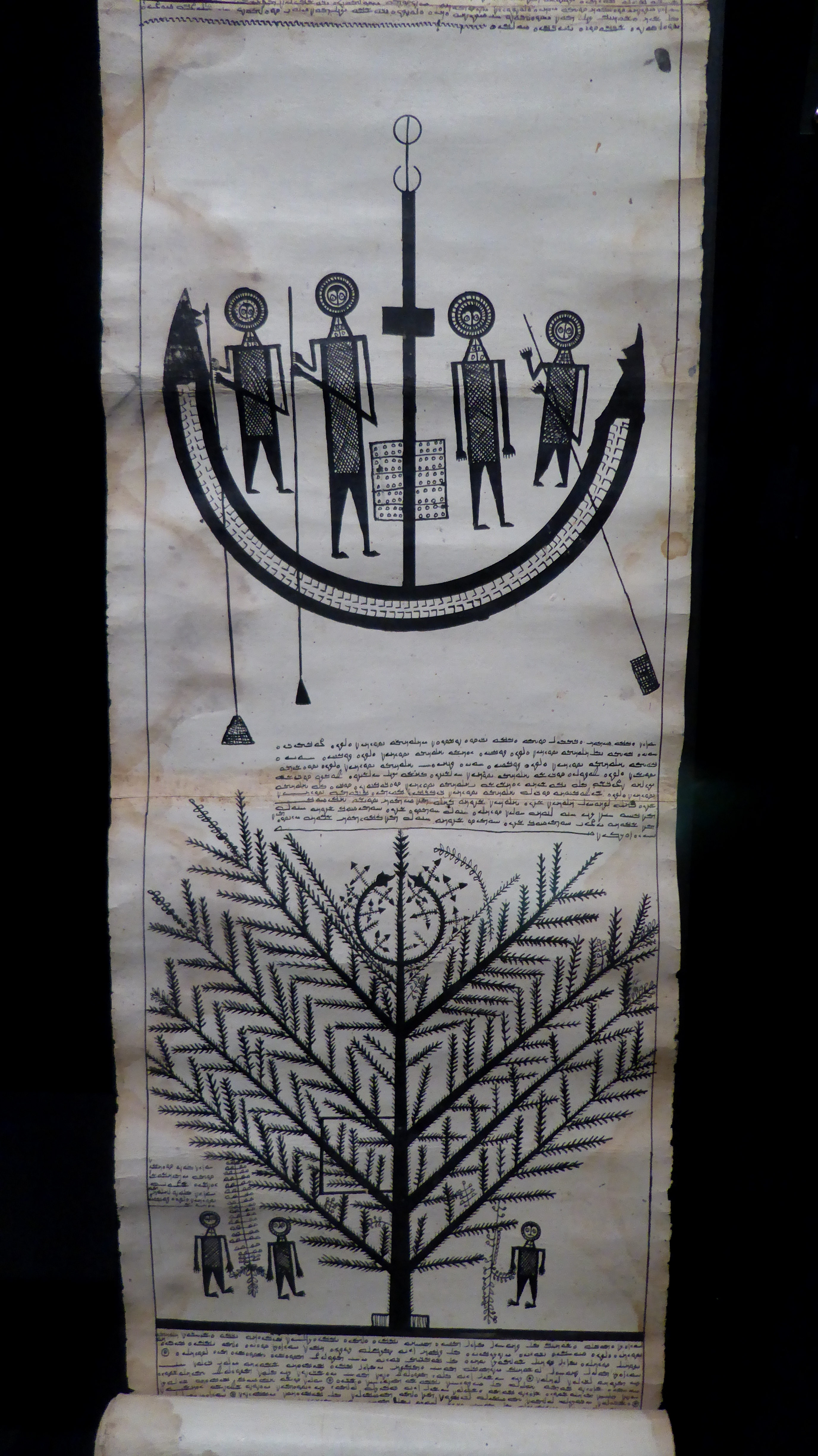
Rotlle d'Abathur, Bodleian Library, Oxford,

Segons el Haran Gawaita, un text mandeu, els mandeus nasoreus, que eren deixebles de Joan el Baptista, van deixar Palestina i van emigrat a la Mèdia al segle i. La raó que en donen seria la persecució que patien a Jerusalem. Els emigrants van anar primer a Haran (probablement Haran, a l'actual Turquia) o a Hauran, i després a les muntanyes mèdiques, a l'Iran, per acabar establint-se a les provínces meridionals de Mesopotàmia, a l'actual Iraq. Durant el domini part, els mandeus haurien prosperat sota la protecció reial. La protecció s'hauria acabat amb l'ascens al poder del sassànida Bahram I i amb la política de persecució de totes les religions no zoroastrianes duta a terme pel seu sacerdot en cap Kartir.
A l'inici de la conquesta islàmica de Mesopotàmia, el cap dels mandeus, Anush Bar-Danqa, es va presentar davant les autoritats musulmanes, va mostrar una còpia del Ginza Rabba, el llibre sagrat mandeu, i va proclamar que el principal profeta mandeu era Joan el Baptista, que és mencionat a l'Alcorà com a Yahya ibn Zakariya. Aquest fet feu que s'identifiqués els mandeus amb els sabeus, que són mencionats a l'Alcorà entre la Gent del Llibre. Aquest fet va suposar que els mandeus rebessin l'status legal de minoria religiosa dins de l'imperi islàmic. La importància del baptisme en els seus rituals és un dels trets que més es destaca, per a rebre aquesta consideració. A més, igual que els mandeus, els sabeus també eren considerats gnòstics i descendents de Noè. De fet, avui dia els mandeus segueixen sent identificats amb els sabeus.
Cap a l'any 1290, el frare dominicà Riccoldo da Monte de Croce visità Mesopotàmia, on es va trobar amb alguns mandeus, que va descriure així:
| « | Un poble molt estrany i singular, en relació als seus rituals, viu al desert proper a Bagdad; són anomenats sabeus. Molts van acostar-se'm i van demanar-me insistentment que anés amb ells a visitar-los. Eren una gent molt senzilla i deien posseir una llei secreta de Déu, que preserven en preciosos llibres. La seva escriptura és una mena de barreja de siríac i àrab. Detesten Abraham a causa de la circumcisió i veneren Joan Baptista per sobre de qualsevol altra cosa. Només viuen a prop d'uns pocs rius, al desert. Es renten dia i nit per a no ser condemnats per Deu… | » |
| — Riccoldo da Monte de Croce OP, Liber peregrinationis, Berlín, Staatsbibliothek lat. 4°.466, f. 23v-24r | |   |

Els mandeus foren anomenats «cristians de sant Joan» per la missió carmelita descalça de Bàssora al segle xvi, a partir d'allò que en sabien prèviament.

## Creences
El mandeisme, en tant que religió del poble mandeu, es basa en un conjunt de creences i doctrines religioses. El corpus de la literatura mandea és prou extens, i tracta temes com l'escatologia, el coneixement de Déu i la vida en el més enllà.

### Creences principals
1. Reconeixement d'un únic Déu conegut com Hayyi Rabbi, ‘la Gran Vida’ o ‘el Gran (Déu) Vivent’, simbolitzat per l'Aigua Corrent (Yardena). És per això que als mandeus els és necessari viure prop de rius. Déu personifica la força que sustenta i crea l'univers.[35]
2. Poder de la Llum, que pren vida i es personifica en Malka d-Nhura (‘Rei de la Llum’), un nom alternatiu de Hayyi Rabbi, i en les uthras (àngels o guardians) que proveeixen salut, força, virtut i justícia. El drabsha, ‘estendard’, és vist com el símbol de la Llum.[35]
3. Immortalitat de l'ànima; el destí de l'ànima es relaciona amb la creença en l'altra vida, en la qual pot trobar premi o càstig. Tanmateix no existeix el càstig etern, perquè Déu és misericordiós.[35]

### Dogmes fonamentals
Segons Ethel S. Drower, la gnosi mandea es caracteritza per nou creences que hom també pot trobar en altres sectes gnòstiques:
1. En una Entitat suprema i informe, l'expressió de la qual en el temps i l'espai és la creació dels mons i éssers espirituals, eteris i materials. La producció d'aquests mons i éssers és delegada per aquesta Entitat a un creador o creadors que la van originar. En aquest sentit, el cosmos hauria estat creat per l'Home Arquetip, que el produeix a la seva imatge i semblança.
2. En una Mare i un Pare còsmics, Llum i Foscor, Esquerra i Dreta, un Eó en forma còsmica i microcòsmica (dualisme).
3. Com a conseqüència d'aquest dualisme, en uns contra-tipus o corresponents (dmuta) que existeixen en el món de les idees (Mshunia Kushta).
4. L'ànima és presentada com en un exili, en un captiveri; essent la seva llar i el seu origen l'Entitat suprema, tendeix a retornar-hi.
5. En la influència dels planetes i les estrelles en el destí i en els éssers humans; planetes i estrelles són també llocs d'estada (matarta) després de la mort.
6. En un esperit salvador o en esperits salvadors que ajuden l'ànima en el seu viatge durant la vida i després d'aquesta cap al «món de la llum».
7. En un llenguatge/culte de símbols i metàfores; les idees i les qualitats hi són personificades.
8. En els «misteris», és a dir en uns sagraments que ajuden i purifiquen l'ànima, per tal d'assegurar el seu renaixement en un cos espiritual i el seu ascens des del món material. Aquests «misteris» sovint són adaptacions de ritus estacionals o tradicionals preexistents als quals se'ls afegeix una interpretació esotèrica. En el cas dels nasoreus, és a dir dels mandeus iniciats en els secrets de la religió mandea, aquesta interpretació es basa en la història de la Creació (entesa segons els dos primers punts), especialment en l'Home Diví, que és Adam, en tant que rei-sacerdot coronat i ungit.
9. En un gran secretisme, de forma que les creences més importants, com els punts 1, 2 i 8, només són compartides i explicades a aquells que es considera capaços de comprendre-les i de preservar la gnosi o coneixement.

### Cosmologia
La teologia mandea no és sistemàtica. No compta amb un única explicació «oficial» de la creació del món, sinó més aviat al contrari, conviuen diverses explicacions. Alguns estudiosos, com ara Edmondo Lupieri, mantenen que la comparació entre aquestes diverses explicacions podria revelar les diferents influències religioses dels mandeus, així com la forma com la religió mandea ha evolucionat en el temps.
El nom més comú per a Déu és Hayyi Rabbi, ‘la Gran Vida’ o ‘el Gran Déu Vivent’. També l'anomenen Mare d'Rabuta, ‘Senyor de la Grandesa’; Mana Rabba, ‘la Gran Ment’; Malka d-Nhura, ‘el Rei de la Llum’, i Hayyi Qadmaiyi, ‘la Primera Vida’. Els mandeus creuen que Déu és etern, creador de tot i senyor únic i u, sense associat.
Existeixen nombroses uthres (àngels o guardians), que són manifestacions de la llum, que ens envolten i que realitzen actes de lloança i honor a Déu. Entre aquests éssers destaca Manda d-Hayyi, que aporta manda, ‘coneixement’ o ‘gnosi’, a la Terra, i Hibil Ziwa, que venç el Món de les Tenebres.:206-213
Algunes uthres són concebudes com a emanacions, subordinades a la Vida Primera, és a dir a Déu. Són Yushamin, Abatur i Ptahil, i tenen capacitats demiúrgiques. Ptahil (mandeu clàssic: ࡐࡕࡀࡄࡉࡋ), «la Quarta Vida», per si sol no és un demiürg, sinó que només desenvolupa aquest paper en la mesura que és vist com el creador del món material amb l'ajuda de l'esperit maligne Ruha. En aquest sentit, el món material és una mescla de «llum» i «foscor». Ptahil és la inferior, de les tres emanacions. El paper demiúrgic d'Abatur (mandeu clàssic: ࡀࡁࡀࡕࡅࡓ), «la Tercera Vida», consisteix en pesar les ànimes dels morts per determinar el seu destí. Finalment, el rol de Yushamin o Joshamin (mandeu clàssic: ࡉࡅࡔࡀࡌࡉࡍ), «la Segona Vida», és poc clar: desitjós de crear un món propi, Yushamin fou castigat per oposar-se al Rei de la Llum, és a dir a Déu, però finalment fou perdonat.
Mentre els mandeus coincideixen amb altres sectes gnòstiques que el món és una presó governada per arconts, discrepen en el fet que no el veuen com un lloc cruel i inhòspit. Com creien els essenis, als mandeus els està prohibit revelar els noms dels àngels als gentils.

### Principals profetes
Els mandeus reconeixen alguns profetes. A Yahya o Yohanna, conegut també com Joan el Baptista, se li concedeix un estatus especial, superior al que li donen el cristianisme i l'islam. Els mandeus no consideren a Joan el fundador de la seva religió, però el veneren com un dels més grans mestres, retraient les seves creences fins a Adam.
Els mandeus no creuen en la santedat d'Abraham, Moisès o Jesús, tanmateix consideren que Jesús i Abraham van ser originàriament mandeus. Reconeixen altres figures profètiques de les religions abrahàmiques, com ara Adam, els seus fills Hibil (Abel) i Sheetil (Set) i el seu net Anush (Enosh), així com a Nuh (Noè), Sam (Sem) i Ram (Aram), a qui consideren els seus avantpassats directes. Creuen que Adam, Set, Noè, Sem i Joan el Baptista són profetes, tot essent Joan el més gran i darrer d'aquests.
Tampoc reconeixen l'Esperit Sant tal com apareix al Talmud i la Bíblia, a qui, de fet, veuen negativament, com la personificació dels elements més baixos, emocionals i femenins de la psique humana. L'anomenen Ruha, mot femení, que es pot acompanyar dels epítets Ruha d-Qudsha, ‘Ruha la Santa’ o ‘Esperit Sant’, i Ruha Masṭanita (‘Ruha la Seductora’).

### Textos sagrats

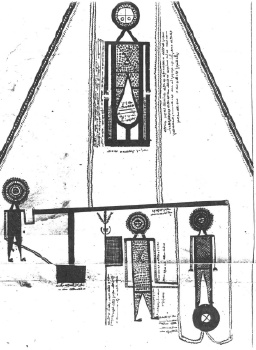
Imatge d'Abatur a les escales, del Diwan Abatur

Els textos religiosos mandeus més antics són amulets escrits sobre peces de plom, datables cap al segle iii, i bols de conjurament de cap a l'any 600. Els textos religiosos més importants, però, han sobreviscut en manuscrits que no són anteriors al segle xvi, i de fet la majoria són dels segles XVIII i xix.
Els mandeus tenen un ampli corpus de textos religiosos, entre els quals destaca el Ginza Rabba o Ginza, una col·lecció de textos històrics i teològics i de pregàries. El Ginza Rabba es divideix en dues meitats, el Genzā Smālā o ‘Ginza Esquerre’, i el Genzā Yeminā o ‘Ginza Dret’. L'estudi dels colofons del Ginza Esquerre, ha permès a Jorunn J. Buckley identificar una cadena ininterrompuda de copistes de finals del segle ii i principis del segle iii; els colofons testimonien, per tant, l'existència dels mandeus durant l'Imperi Part.
Sembla que el Ginza va continuar evolucionant en les èpoques sassànida i califal, la qual cosa el converteix en un text amb una tradició textual d'extraordinària continuïtat.
Un altre important text és el Haran Gawaita, que explica la història dels mandeus. Segons aquest llibre, un grup de nasoreus, és a dir de sacerdots mandeus, hauria abandonat Judea després de la destrucció del Temple al segle i i s'hauria establert a l'Imperi Part.
També és important, el Qolusta, el llibre de pregàries canònic dels mandeus, traduït a l'anglès E. S. Drower.
Una de les obres mestres de la literatura mandea, accessible tant als laics com als iniciats, és el Draša d-Yahya o Llibre de Joan, que inclou un diàleg entre Joan i Jesús.
També cal destacar el Diwan Abatur, que conté una descripció de les «regions» que creua l'ànima en la seva ascensió, i l'Asfar Malwāshē o Llibre del zodíac.
Finalment, dins de la literatura exegètica esotèrica, destaquen alguns comentaris sobre els rituals, normalment escrits en rotlles més que no pas en còdexs, dels quals es poden destacar: Alf Trisar Šuialia, ‘Les mil dotze questions’; Šarh ḏ-Traṣa ḏ-Taga ḏ-Šišlam Rabbā, ‘La coronació del gran Šišlam’; Alma Rišaia Rba, ‘El gran «Primer món»’; Alma Rišaia Zuṭa, ‘El petit «Primer món»’; Diwan Malkuta ʿLaita, ‘El rotlle de la reialesa exaltada’; i Diwan Maṣbuta ḏ-Hibil Ziwa, ‘El baptisme de Hibil Ziwa’.

## Culte i rituals

Drabsha, símbol de la fe mandea

Les dues cerimònies més important al culte madeu són el baptisme (masbuta) i «l'ascensió» (masiqta, una missa o cerimònia per la mort o l'ascensió de l'ànima). A diferència del cristianisme, el baptisme no és una esdeveniment puntual i únic, sinó que té lloc cada diumenge, que és el dia sagrat dels mandeus, com a ritual de purificació. El baptisme sol implicar una immersió total en aigua corrent, és a dir en un riu; de fet, tots els rius considerats aptes per al baptisme s'anomenen Yardena, a partir del nom del riu Jordà. Després de sortir de l'aigua, el devot és ungit amb oli de sèsam sagrat i participa en una comunió de pa sacramental i aigua.
La cerimònia d'ascensió de l'ànima, anomenada masiqta, pot prendre diferents formes, però normalment implica un àpat ritual en memòria dels difunts. Es creu que la cerimònia ajuda les ànimes dels difunts en el seu viatge pel purgatori cap al Món de la Llum.
Altres rituals de purificació inclouen la rishama i la tamasha que, a diferència de la masbuta, es poden dur a terme sense un sacerdot. La rishama, ‘signatura’ o ‘senyar-se’, es realitza abans de les oracions i consisteix a rentar-se la cara i les extremitats mentre es reciten algunes pregàries concretes. Es realitza diàriament, amb els cabells coberts, abans de la sortida del sol, després de fer les necessitats fisiològiques o abans de les cerimònies religioses. La tamasha és una triple immersió al riu sense la presència d'un sacerdot. La fan les dones després de la menstruació o el part, homes i dones després de les relacions sexuals i de pol·lucions nocturnes, després de tocar un cadàver o després de qualsevol altre acte que impliqui contaminació. La purificació ritual també s'aplica a fruites, verdures, estris de cuina, animals de consum i peces de vestir cerimonials (rasta). També es realitza la purificació de la persona moribunda, consistent en una triple aspersió amb aigua del riu des del cap fins als peus.
Les tombes mandees, com les essènies, estan orientades de nord a sud, de forma que si el mort es llevés, ho faria mirant al nord.
La brakha o oració diària, que es realitza tres cops al dia, també es fa orientats al nord.
La zidqa o almoina també és practicada pels mandeus: els laics ofereixen regularment almoines als sacerdots.
Un mandí (àrab: مندى, mandī) (Beth Manda) o mashkhanna és el lloc de culte per als mandeus. Els mandís s'han de construir al costat d'un riu per poder-hi fer la maṣbuta o baptisme, ja que l'aigua és essencial per a la fe mandea. Tanmateix, alguns mandís moderns tenen un bany al seu interior, per a aquesta funció. Cada mandí és guarnit amb una drabsha, que és un estendard en forma de creu, fet de fusta d'olivera i mig cobert per un drap de seda blanca pura i amb set branques de murtra. Cal no confondre la drabsha amb la creu cristina. De fet, els quatre braços de la drabsha simbolitzen els quatre extrems de l'univers, mentre que el drap de seda pura representa la Llum de Déu. Les set branques de murtra representen els set dies de la Creació.
Els mandeus creuen en el matrimoni (qabin), en la procreació i en la importància de dur una forma de vida ètica i moral en aquest món. Són pacifistes i igualitaris. De fet, la primera escrivana mandea testimoniada fou una dona, Shlama Beth Qidra, que va copiar el Ginza Esquerre en algun moment del segle ii. Hi ha evidències de dones sacerdots, especialment en època preislàmica. També donen una gran prioritat a la vida en família. La circumcisió és prohibida i els mandeus s'abstenen de les begudes fortes i de la carn vermella. La carn que consumeixen ha de ser sacrificada segons els seus propis rituals. La seva aproximació al sacrifici d'animals és sempre apologètic. El consum de carn els és prohibit alguns dies.

## Sacerdots
Entre els mandeus existeix una estrica divisió entre els laics i els sacerdots. Segons E. S. Drower:
| «                                                            | Aquells dins la comunitat que posseeixen el coneixement secret són anomenats naṣuraiia —naṣoreans (o, si la ṣ, emfàtica, s'escriu z, nazorens). Al mateix temps, els laics ignorants o semi-ignorants són anomenats «mandeus», mandaiia —‘gnòstics’. Quan un home esdevé sacerdot, abandona el «mandeisme» i entra a la tarmiduta, ‘sacerdoci’. Aleshores encara no ha arribat a la il·luminació veritable, anomenada naṣiruta, que és reservada a molt pocs. Aquells que posseeixen els seus secrets poden anomenar-se a ells mateixos naṣoreans, i naṣoreà avui indica no només aquell que observa estrictament totes les normes de la puresa ritual, sinó aquell que comprèn la doctrina secreta. | » |
| — E. S. Drower, The secret Adam, a study of Nasoraean gnosis | |   |

Hi ha tres graus en el sacerdoci mandeu: la tarmidia (mandeu clàssic: ࡕࡀࡓࡌࡉࡃࡉࡀ; neomandeu: tarmidānā), ‘deixebles’; la ganzibria (mandeu clàssic: ࡂࡀࡍࡆࡉࡁࡓࡉࡀ, neomandeu: ganzeḇrānā), ‘tresorers’, del persa antic ganza-bara, ‘tresorers’; i la rišama (mandeu clàssic: ࡓࡉࡔࡀࡌࡀ), ‘caps del poble’. Ganzeḇrā és un títol que apareix inicialment en contextos religiosos als textos rituals en arameu de Persèpolis (cap al segle iii aC) i que podria estar relacionat amb el kamnaskires (en elamita <qa-ap-nu-iš-ki-ra>, kapnuskir, ‘tresorer’), títol dels governants d'Elymais, l'actual Khuzestan, en època hel·lenísitica. Tradicionalment, un ganzeḇrā que bateja un mínim de set ganzeḇrānā és apte per a l'exercici de la rišama. L'actual rišama de la comunitat mandea a l'Iraq és Sattar Jabbar Hilo. A Austràlia, el rišama mandeu és Salah Chohaili.
El sacerdoci actual té el seu origen immediat a la primera meitat del segle xix. El 1831, una epidèmia de còlera a Xuixtar, a l'Iran, va devastar la religió i va eliminar la majoria de les autoritats religioses mandees. Dos dels acòlits (šgandia) supervivents, Yahia Bihram i Ram Zihrun, va restablir el sacerdoci a Suq al-Shuyukh a partir de la seva formació i dels textos que tenien al seu abast.
El 2009 hi havia dues dotzenes de sacerdots mandeus al món, segons Associated Press. Tanmateix, segons la Societat Mandea d'Amèrica, el nombre de sacerdot ha augmentat en els darrers anys.

## Orígens
Segons Edmondo Lupieri, «la possible connexió històrica amb Joan el Baptista, tal com es pot veure en els textos mandeus traduïts recentment, va convèncer a molts (especialment R. Bultmann) que era possible, a partir de les tradicions mandees, aportar una nova llum a la història de Joan i als orígens de la Cristiandat. Això va dur a una revifalla de la idea, que ja havia estat completament descartada, dels seus orígens palestins. Com que la descoberta arqueològica dels bols de conjurament i dels amulets de plom mandeus va provar una presència mandea preislàmica a la Mesopotàmia meridional, els estudiosos s'han vist obligats a plantejar hipòtesis de persecucions, no documentades, per part de jueus o de cristians per tal d'explicar la raó de la sortida dels mandeus de Palestina.» En aquest sentit, Lupieri creu que el mandeisme és una derivació gnòstica post-cristiana pròpia de la Mesopotàmia meridional i defensa que Zazai d-Gawazta hauria estat el fundador del mandeisme al segle ii. Jorunn J. Buckley refuta aquesta teoria, quan confirma l'existència d'escribes anteriors a Zazai que ja haurien copiat el Ginza Rabba. Seguint Edmondo Lupieri, Christa Müller-Kessler també és contrària a la teoria de l'origen palestí dels mandeus i defensa que són mesopotàmics. En canvi, Edwin Yamauchi situa l'origen dels mandeus a la Transjordània, des d'on un grup de «no jueus» hauria emigrat a Mesopotàmia, on s'haurien combinat les seves creences gnòstiques amb les creences indígenes mesopotàmiques al final del segle ii. Kevin Van Bladel defensa, en canvi, que el mandeisme hauria aparegut no més tard del segle v a la Mesopotàmia sassànida, encara que això suposo no tenir present que els amulets mandeus s'han datat abans del segle iii.

Tanmateix, altres estudiosos, com ara Kurt Rudolph, Mark Lidzbarski, Rudolf Macúch, Ethel S. Drower, Eric Segelberg, James F. McGrath, Charles G. Häberl, Jorunn Jacobsen Buckley o Şinasi Gündüz defenen l'origen palestí. La majoria creuen que els mandeus tenen un lligam històric amb el cercle més íntim de deixebles de Joan el Baptista. Charles Häberl, que a més és un lingüista especialista en llengua mandea, troba influències aramees palestines, aramees samaritanes, hebrees, gregues i llatines al mandeu i accepta que els mandeus han tingut una «història compartida amb els jueus a Palestina». L'origen a Judea/Palestina o a la vall del Jordà és compartida per altres estudiosos com ara Richard August Reitzenstein, Rudolf Bultmann, G. R. S. Mead, Andrew Phillip Smith, Samuel Zinner, Richard Thomas, J. C. Reeves, G. Quispel o K. Beyer. James McGrath i Richard Thomas creuen que hi ha una relació directa entre el mandeisme i la religió israelita tradicional anterior a l'exili. Ethel S. Drower «veu el primer Cristianisme com una heretgia mandea.» Jorunn J. Buckley accepta els orígens israelites i jueus del mandeisme i afegeix:
| «                                                                          | Els mandeus podrien molt bé haver estat els inventors (o com a mínim haver contribuït al desenvolupament) del gnosticisme ... i van produir la més voluminosa de les literatures gnòstiques conegudes en una mateixa llengua ... van influir en el desenvolupament d'altres grups gnòstics en d'altres religions [i. e. maniqueisme, valentinianisme]. | » |
| — Buckley, Jorunn Jacobsen, Turning the Tables on Jesus: The Mandaean View | |   |

## Altres denominacions

### Sabeus
L'Alcorà es refereix en diverses ocasions als sabeus, que s'han identificat amb els mandeus. Els sabeus es consideren Ahl al-Kitab (‘Gent del Llibre’) i alguns hadits s'hi refereixen. Les fonts àrabs dels primers temps de l'islam, del segle vii, també esmenten els sabeus. El mot sabeu deriva del terme arameu relatiu a baptisme, relacionat amb el terme neomandeu ṣabi, ‘batejar’. A l'Orient Mitjà, els mandeus són sovint anomenats ṣābiʿūn, i. e. ‘sabeus’, o, col·loquialment, ṣubba. Els sabeus creien «descendir del profeta Noè»; afirmació que també fan els mandeus.
L'escriptor cristià siríac Nicolas Siouffi va escriure el 1880 que els autèntics sabeus o subba vivien a les marjals del baix Iraq. L'escriptor nestorià Theodore Bar Konai, al seus escolis, de l'any 792, descriu una «secta» de «sabeus» que viurien al sud de Mesopotàmia.
Al-Biruní, que escriu a principis del segle xi afirma que els «autèntics sabeus» eren «els descendents de les tribus jueves que van romandre a Babilònia després que les tribus la deixessin per tornar a Jerusalem en temps de Cirus i Artaxerxes. Aquestes tribus que haurien romàs ... van adoptar un sistema que barrejaria el magisme (i.e. el zoroastrisme) i el judaisme».

### Nasoreus
El Haran Gawaita empra el nom nasoreus per als mandeus que provenen de Jerusalem amb el sentit de guardians o posseïdors dels ritus i coneixement secrets. Estudiosos com Kurt Rudolph, Rudolf Macúch, Mark Lidzbarski o Ethel S. Drower posen en relació els mandeus amb els natzarens descrits per Epifani, un grup d'essenis segons Joseph Lightfoot. Epifani afirma que existien abans de Crist (29:6). Aquesta afirmació és posada en dubte per alguns, però acceptada per altres.
| «                                     | Els natzarens, que eren de nació jueva, eren originalment de Gileaditis, Bashanitis i la Transjordània […] Reconeixien Moisès i creien que havien rebut la Llei, però no aquesta Llei sinó una altra. Així mateix, eren jueus que guardaven totes les observacions jueves, però no oferien sacrificis ni menjaven carn. Consideraven que menjar carn i fer-ne sacrificis era contrari a la Llei. Afirmaven que els Llibres eren falsos i que cap d'aquests costums havia estat instituït pels Pares. Aquesta era la diferència entre els natzarens i els altres. | » |
| — Epifani de Salamina, Panarion, 1:18 | |   |

## Relacions amb altres grups

### Dositeus
Segons un escoli de Theodore Bar Kõnī, els mandeus estan connectats amb els grup samarità dels dositeus o seguidors de Dositeu de Samaria.

### Elcesaïtes
Els elcesaïtes foren una secta baptista judeocristiana apareguda a la Transjordània i activa entre el segle ii i el segle v. Els membres d'aquesta secta, com els mandeus, practicaven el baptisme com a mitjà de purificació amb freqüència i tenien tendències gnòstiques. La secta pren el seu nom del seu cap, Elkesai.
Segons Joseph Lightfoot, Epifani de Salamina, pare de l'Església que escriu al segle iv, sembla que fa una distinció entre dos grups principals dins dels essenis: «D'aquells que van aparèixer durant el seu temps [i. e. d'Elxai (Elkesai), un profeta osseu], hi ha els osseus i els nasareus.»

Epifani descriu així els osseus:
| «                                     | Després de la secta dels nasoreus en ve una altra molt estretament connectada amb aquesta anomenada dels osseus. Eren jueus, com els anteriors […] originàriament provenen de Nabataea, Ituraea, Moabitis i and Arielis, les terres més enllà del que les Sagrades Escriptures anomenen Mar de Sal. És el que s'anomena Mar Mort […] Un home anomenat Elxai s'hi va adscriure després, durant el regnat de l'emperador Trajà, després de l'Encarnació del Salvador, i va ser un fals profeta. Va escriure un llibre, suposadament profètic o de saviesa inspirada. Ells també afirmen que hi havia una altra persona, Iexeu, germà d'Elxai [... ] Tal com he dit abans, Elxai estava relacionat amb la secta que he mencionat, la dels osseus. Encara avui en queden romanalles a la Nabatea, que també és anomenada Perea prop de Moab; aquest poble és actualment conegut com a sampseu […] Per ell [Elxai] es prohibeix la pregària mirant a l'est. [Elxai] afirma que no cal dirigir-se en aquesta direcció sinó cap a Jerusalem des de qualsevol banda. Alguns ho fan de l'est cap a l'oest, altres de l'oest cap a l'est, altres del nord cap al sud i del sud cap al nord, de forma que es dirigeixen cap a Jerusalem des de totes les bandes. […] Tot i que és diferent de les altres sis sectes d'aquest grup de set, també provoca el cisma pel fet de prohibir els llibres de Moisès, com també fan els nasareus. | » |
| — Epifani de Salamina, Panarion, 1:19 | |   |

| «                                     | Els osseus han abandonat el judaisme per la secta dels sampseus, que ja no són ni jueus ni cristians. | » |
| — Epifani de Salamina, Panarion, 1:20 | |   |

### Hemerobaptistes
Els hemerobaptistes (hebreu: Tovelei Shaḥarit, ‘baptistes matinals’) foren una antiga secta religiosa que practicava el baptisme diari. Probablement eren una escissió dels essenis. A les Homilies clementines (ii.23), Joan el Baptista i els seus deixebles són considerat hemerobaptistes. Els mandeus han estat vinculats al hemerobaptistes tant pel fet de practicar un baptisme freqüent com pel de considerar-se deixebles de Joan.

### Càbala
Nathaniel Deutsch afirma:
| «                                                                                    | Inicialment, aquestes interaccions [entre mandeus i místics jueus a Babilònia des de l'Antiguitat tardana fins al període medieval] van donar lloc a tradicions màgiques i angèliques compartides. Durant aquesta fase s'haurien desenvolupat els paral·lelismes que existeixen entre el mandeisme i el misticisme hekhalot. En algun moment, tant els mandeus com els jueus que vivien a Babilònia van començar a desenvolupar tradicions cosmogòniques i teosòfiques similars que implicaven un conjunt anàleg de termes, conceptes i imatges. En l'actualitat és impossible dir si aquests paral·lelismes van derivar principalment de la influència jueva sobre els mandeus, de la influència mandea sobre els jueus o de la fecundació creuada. Sigui quina sigui la seva font original, aquestes tradicions finalment van arribar als textos sacerdotals, és a dir, esotèrics, mandeus... i a la càbala. | » |
| — Nathaniel Deutsch, The Date Palm and the Wellspring Mandaeism and Jewish Mysticism | |   |

R. J. Zwi Werblowsky suggereix que el mandeisme té més en comú amb la càbala que amb el misticisme de la merkabah, com ara la cosmogonia i les imatges sexuals. Les mil dotze qüestions, el Rotllo de la reialesa exaltada i l'Alma Rišaia Rba vinculen l'alfabet amb la creació de la paraula, un concepte que trobem al Séfer Yetsirà i al Sefer ha-Bahir. Els noms mandeus de les uthras es troben als textos màgics jueus. Abatur sembla estar inscrit en un bol màgic jueu en una forma corrupta com «Abiṭur». Ptahil es troba al Séfer HaRazim enumerat entre altres àngels del novè esglaó del segon firmament.

### Maniqueus
Segons el Fihrist d'Ibn an-Nadim, el profeta mesopotàmic Mani, fundador del maniqueisme, va ser educat dins de la secta elcesaïta, circumstància que recentment ha estat confirmada pel Còdex Mani de Colònia. Més endavant Mani va abandonar els elcesaïtes per fundar la seva pròpia religió. Tot i que no ha sobreviscut sencera cap de les escriptures maniquees, s'ha pogut comparar els fragments conservats amb el Ginza Rabba. Des d'aquesta perspectiva, l'egiptòleg suec Torgny Säve-Söderbergh ha indicat que els Psalms de Tomàs, de Mani, estan estretament relacionats amb els textos mandeus. Segons E. S. Drower, «alguns dels psalms maniqueus més antics, els Salms de Tomàs coptes, són paràfrasis i fins i tot traduccions literals, paraula a paraula, dels originals mandeus; la prosòdia i el fraseig proven que els manlleus són maniqueus i no a la inversa.»
L'obra de Băncilă (2018) ofereix una completa anàlisi de les relacions entre el mandeisme i el maniqueisme.

### Valentinians
Al segle ii, els gnòstics valentinians van adoptar una fórmula mandea per al baptisme, tant a Roma com a Alexandria.

## Demografia

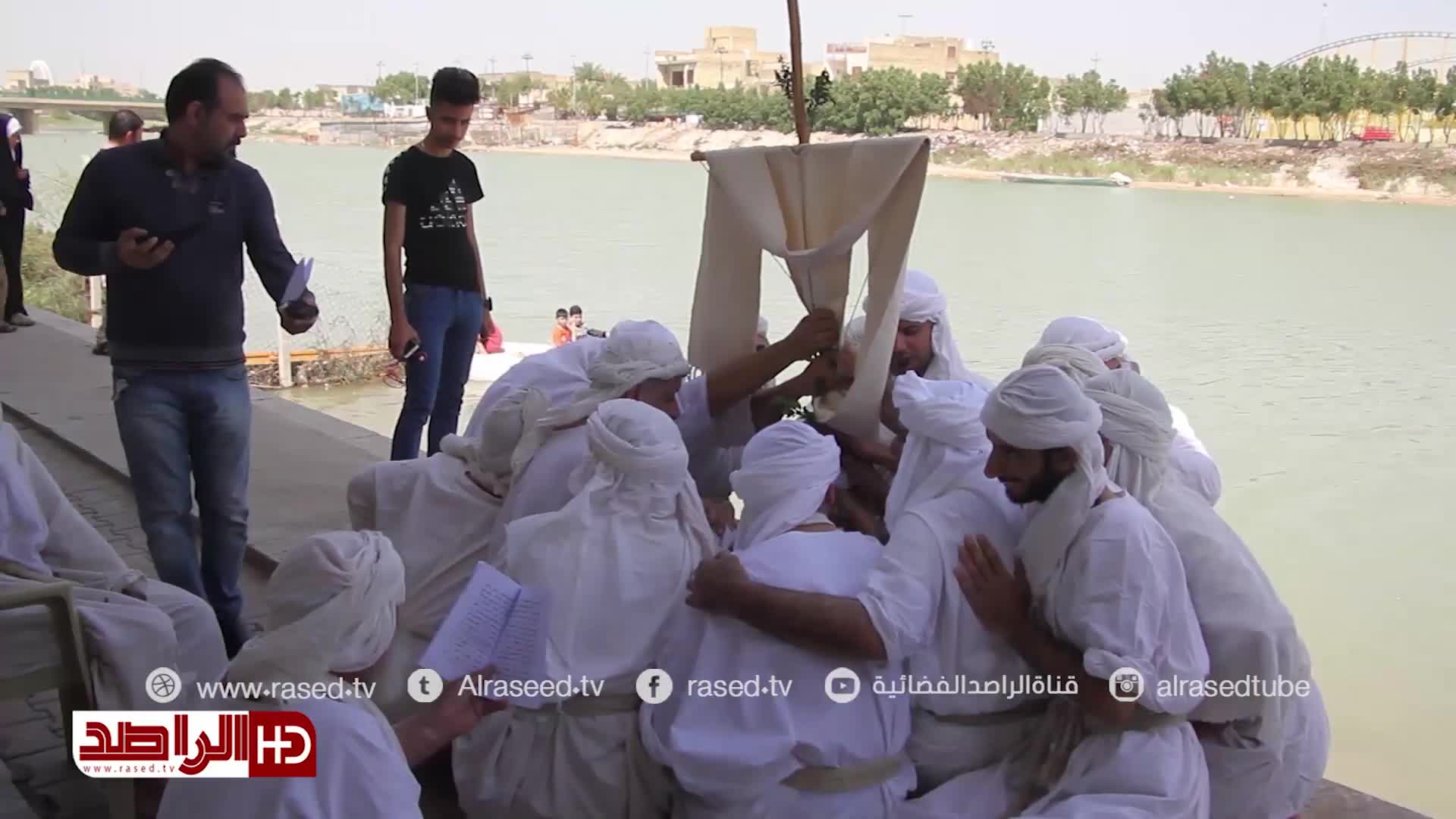
Mandeus celebrant la Parwanaya al riu Amara, a l'Iraq, el 17 de març de 2019

Es calcula que hi ha entre 60.000 i 100.000 mandeus a tot el món. La seva proporció, a les seves terres d'origen, s'ha esfondrat a causa de la guerra de l'Iraq, ja que la major part de la comunitat s'ha traslladat a països propers com Iran, Síria o Jordània.
Hi ha aproximadament 2.500 mandeus a Jordània.
El 2011, Al Arabiya va afirmar que el nombre de mandeus iranians, ocults i no comptabilitzats oficialment, en l'elevada xifra de 60.000. Segons un article de The Holland Sentinel del 2009, la comunitat mandea a l'Iran també ha minvat, xifrant-los en unes 5.000 o, com a molt, 10.000 persones.
Molts mandeus han format comunitats en la diàspora, fora l'Orient Mitjà, a Suècia, Països Baixos, Alemanya, EUA, Canadà, Nova Zelanda, Regne Unit i, especialment, Austràlia, on en resideixen al voltant de 10.000 ara mateix, principalment al voltant de Sydney, representant el 15% de la població mandea mundial.
Aproximadament 1.000 mandeus iranians han emigrat als Estats Units, des que el 2002 el Departament d'Estat dels EUA els concedís l'estatus de refugiat, condició que en 2007 també ha estat concedida als mandeus iraquians. S'estima que una comunitat formada per unes 2.500 persones viu en Worcester, Massachusetts, on es van començar a instal·lar a partir del 2008. La majoria provenen de l'Iraq.
El mandeisme no permet la conversió. Hi ha discussions sobre l'estatus religiós dels mandeus que es casen amb no mandeus i dels seus fills.